# 大矢卓史
大矢 卓史（おおや たかし、1929年7月9日 - 1996年2月7日）は、日本の政治家。衆議院議員（2期）。位階は正五位、勲等は勲三等。

## 経歴
関西大学文学部新聞学科卒業。日本社会党に18歳で入党し、後には父の秘書を務める。
1960年、民社党結成に参加。
1963年、大阪府議会議員選挙当選。以後3期務める。
1979年10月、第35回衆議院議員総選挙に民社党公認で旧大阪1区より立候補したが、落選（以降は連続4回落選）。
1986年10月、先の選挙で当選した湯川宏の死去に伴い、繰上となり初当選。
1990年2月、第39回衆議院議員総選挙に無所属で旧大阪1区より立候補、落選。
1993年7月、第40回衆議院議員総選挙に無所属で旧大阪1区より立候補、当選。
1996年1月、佐藤謙一郎と無所属クラブを結成。
同年2月7日、心不全のため、東京都中央区の国立がんセンターで死去、66歳没。死没日をもって勲三等旭日中綬章追贈、正五位に叙される。

## 家族
- 父 - 大矢省三（衆議院議員）
- 義父 - 田中幾三郎（衆議院議員）

## その他
- 結婚時の仲人は、衆議院議員の春日一幸が務めた。